# Síndrome de la abeja reina

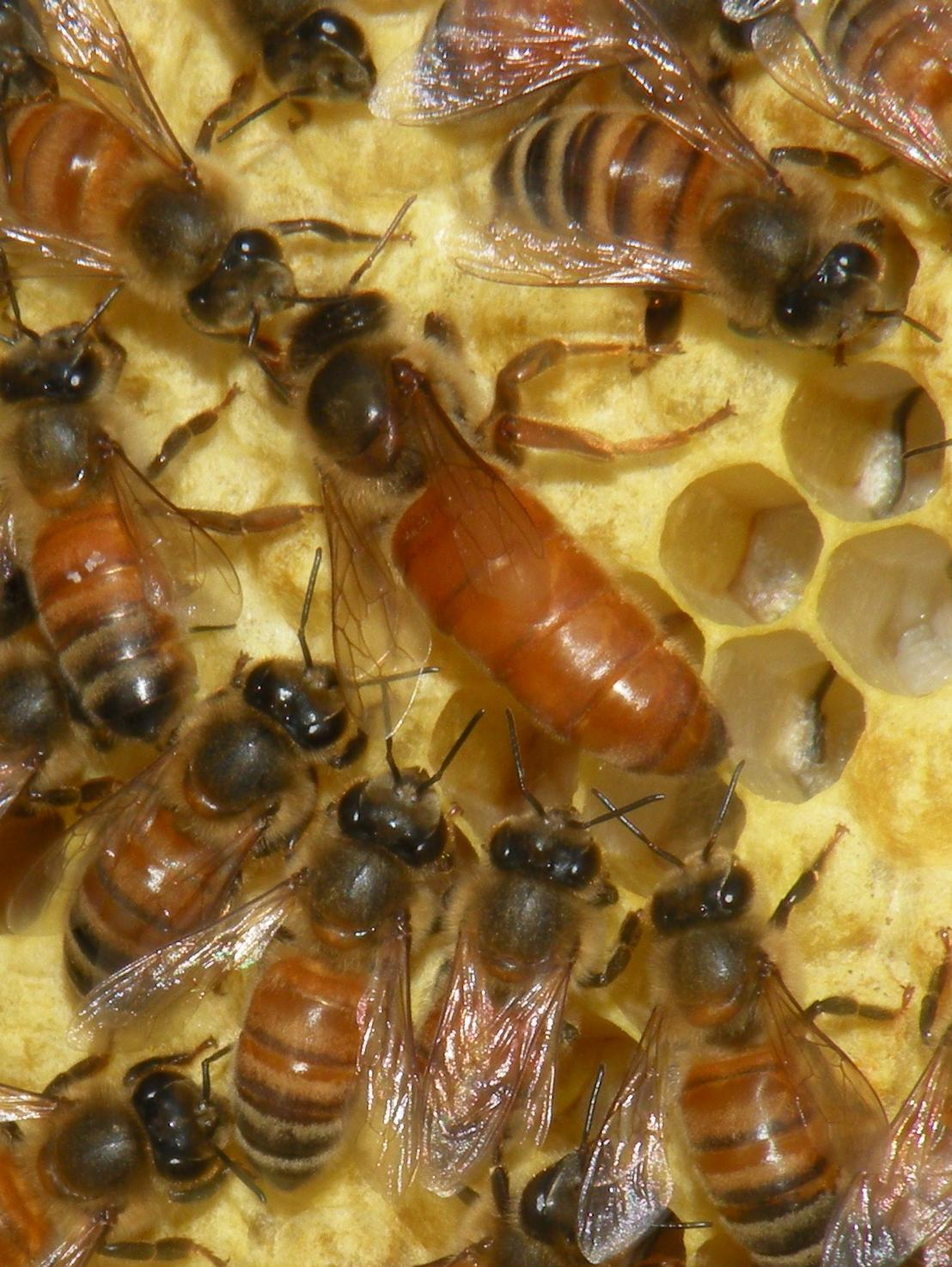
Apis mellifera - abejas reinas y obreras.

El síndrome de la abeja o de la abeja reina fue definido por primera vez por G. L. Staines, T. E. Jayaratne y C. Tavris en 1973. Describe a una mujer en una posición de autoridad que tiene una opinión más crítica o trata con mayor dureza a sus subordinadas mujeres que a subordinados varones. Este fenómeno ha sido documentado por varios estudios. Otro estudio de la Universidad de Toronto sugiere que el síndrome de la abeja reina pueda ser la razón por la que las mujeres sufren mayor estrés si su superior también es mujer. No se encontró ninguna diferencia significativa en el nivel de estrés de los trabajadores varones según el sexo de su superior.
Una segunda definición, distinta pero relacionada con la primera, postula que una abeja reina es una mujer que ha triunfado en su carrera profesional, pero que rechaza ayudar a otras mujeres a triunfar también.
Una tercera definición, operativa, destaca que la abeja reina, a la hora de elegir su equipo de dirección, nombra de modo predominante a varones y pocas o ninguna mujer. En la política, el caso más famoso de una mujer con este síndrome quizás sea el de Margaret Tatcher; otros ejemplos incluyen a Hilary Clinton, Condoleezza Rice, Angela Merkel, Indira Gandhi, Giorgia Meloni, Ana Botella, Claudia Pavlovich, Isabel Díaz Ayuso[cita requerida]. Se trata de un asunto de confianza, de sopesar quiénes pueden contribuir mejor al buen gobierno, al éxito en la institución. Conlleva también aquilatar quiénes pueden ser rivales a medio o largo plazo.

## En la adolescencia
La educación secundaria parece ser el ambiente en el que se desarrolla el síndrome de la abeja reina. Se han dedicado numerosas investigaciones a las interacciones entre las chicas adolescentes, y en particular al acoso escolar, cuyas acciones a menudo están dirigidas por una única chica a la que en sociología se denomina «abeja reina». Según investigaciones recientes, las adolescentes forman grupos generalmente pequeños, basados en una característica o cualidad común tal como la belleza física o la popularidad. La asociación con estos grupos es algo a lo que aspiran las chicas que son parte del grupo mayor, como la clase o la escuela, y es algo que suele conllevar un tratamiento similar a nivel individual.
El síndrome de la abeja reina es común en las escuelas e institutos. Al igual que muchas personas pueden rememorar ejemplos de abejas reinas que datan de su propia adolescencia, también hay numerosos ejemplos en películas y series que representan a este arquetipo social, como la película de 2004 Mean Girls. El biógrafo autorizado de Margaret Thatcher, Charles Moore, expresó en una entrevista su creencia de que la ex primera ministra británica había sido afectada de este síndrome.

## En el puesto de trabajo
Investigaciones de principios del siglo XXI postulan que el síndrome de la abeja reina puede ser el producto de determinadas influencias culturales. 

A partir de estas estadísticas, se ha planteado la hipótesis[cita requerida] de que el comportamiento de abeja reina es asumido por mujeres que han alcanzó un alto estatus laboral como un mecanismo de defensa contra cualquier sesgo de género existente en su sociedad. Al oponerse a los intentos de las mujeres subordinadas de desarrollarse profesionalmente, las mujeres que exhiben un comportamiento de abeja reina tratan de encajar con los hombres que se encuentran también en una posición de poder haciendo suyos los sesgos de género existentes en el mundo laboral. Al distanciarse de las mujeres subordinadas, tienen la oportunidad de mostrar cualidades más masculinas, consideradas tradicionalmente como más deseadas en el puesto de trabajo. Haciendo esto, intentan legitimar su posición de poder y tratan de obtener una mayor seguridad laboral al mostrar un mayor compromiso a su rol profesional.